# Elefantenrutsche (Eisenach)

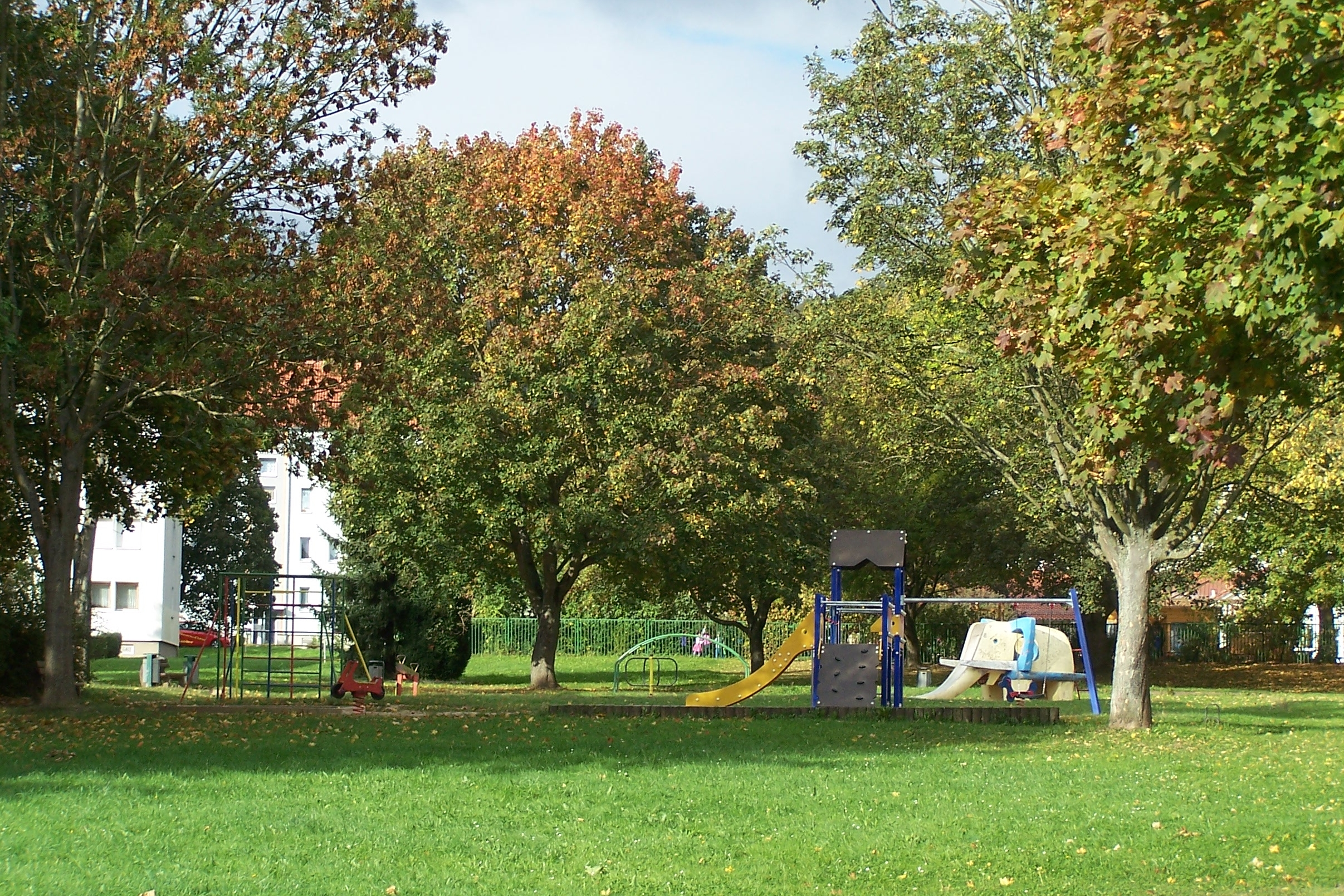
Die Elefantenskulptur auf dem Spielplatz in der Eisenacher Wilhelm-Pieck-Straße

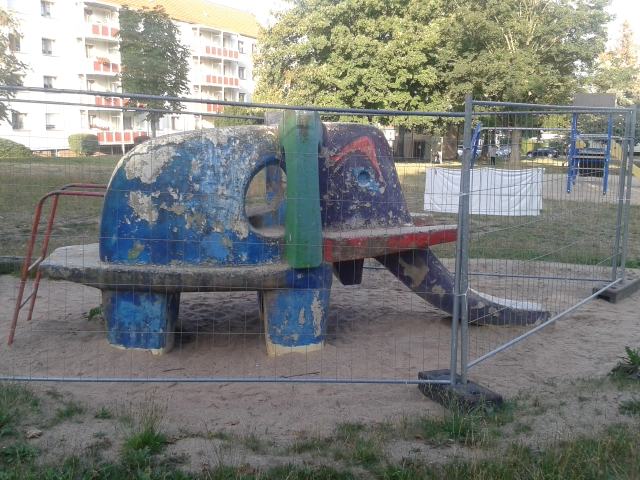
Skulptur „Elefantenrutsche“ in Eisenach, August 2018

Die Elefantenrutsche ist eine aus Beton gefertigte Skulptur, die auf einem Spielplatz der Stadt Eisenach in Thüringen steht.

## Geschichte
Die Betonskulptur wurde von den Bildhauern Johannes Peschel, Egmar Ponndorf und Vinzenz Wanitschke geschaffen und von ihnen 1967 auf einem Spielplatz in der Wilhelm-Pieck-Straße im Eisenacher Thälmannviertel im Norden des Stadtgebietes aufgestellt.
Die aus 14 Einzelteilen zusammengesetzte Skulptur in der Form eines stilisierten Elefanten mit als Rutsche ausgeformtem  Rüssel diente über Jahrzehnte auch als Spielgerät, daher auch die offizielle DDR-Bezeichnung „Rüsselrutsche“. Vergleichbare Skulpturen wurden nach einem Prototyp, der 1962 in Dresden errichtet wurde, ab 1965 von der Produktionsgenossenschaft „Kunst am Bau“ für mehrere Städte der DDR gefertigt und unter anderem in Leipzig, Neubrandenburg und Berlin-Friedrichsfelde aufgestellt.
Da die Skulptur nicht mehr den aktuellen Sicherheitsanforderungen für Spielgeräte entsprach und nach über 50-jähriger Standzeit Betonschäden aufwies, wurde sie im Sommer 2018 mit einem Bauzaun abgesperrt und ihr Abbau angekündigt. Hiergegen wandte sich unter anderem eine Onlinepetition. Die Stadt Eisenach als Eigentümerin prüfte die Möglichkeit einer Sanierung und beauftragte einen Betongutachter, der die Skulptur für sanierungsfähig hielt. Nach beschränkter Ausschreibung wurde mit der Sanierung im Juni 2019 begonnen; am 31. Juli gab Bürgermeister Uwe Möller die Rutsche wieder als Spielgerät frei.
Anfang 2021 wurde bekannt, dass die Skulptur im Zuge eines kommunalen Bauprojektes mitsamt dem Spielplatz innerhalb des Wohnviertels in die Nähe der Wartburgschule versetzt werden soll. Im Juni 2021 teilte das Thüringer Landesamt für Denkmalpflege und Archäologie mit, die Eintragung der Elefantenrutsche in das Thüringer Denkmalbuch formal zu prüfen. Schon mit der Prüfung der Eintragung genießt die Skulptur als Kulturdenkmal Bestandsschutz nach dem Thüringer Denkmalschutzgesetz.
Im Juni 2023 wurde das Bauwerk innerhalb des Wohnviertels um einige Meter versetzt, es soll identitätsstiftendes Detail eines „Mehrgenerationenspielplatzes“ werden.